# Magnolia parasolowata
Magnolia parasolowata (Magnolia tripetala (L.) L.) – gatunek drzewa należący do rodziny magnoliowatych. Magnolia ta rośnie na stanowiskach naturalnych w południowo-wschodnich rejonach Ameryki Północnej. W Polsce jest czasami sadzona jako roślina ozdobna.

## Charakterystyka
PokrójDrzewo, dorastające w swoich naturalnych stanowiskach do wysokości 12 m, w Polsce do około 8 m. Korona zwarta, szerokości około 4 m.
LiścieWyjątkowo duże, nawet do 60 cm długości, odwrotnie jajowate. Osadzone są parasolowato na wierzchołkach pędów (stąd polska nazwa tej rośliny). Jesienią przebarwiają się na żółto lub brązowo.
KwiatyDuże kwiaty o średnicy do 25 cm mają biały, lub kremowy kolor i wyrastają na wierzchołkach pędów. Podobnie, jak u wszystkich magnolii brak zróżnicowania na kielich i koronę. Okwiat składa się z 12 płatków. w środku kwiatu liczne pręciki i słupki. Kwitnie od czerwca do początku lipca. Kwiaty pojawiają się już po rozwoju liści i mają nieco nieprzyjemny zapach. Nie prezentują się więc tak okazale, jak np. u magnolii pośredniej, czy purpurowej, za to nie są narażone na przemarzanie w czasie kwitnienia.
OwoceMieszki ciemnoczerwone, bardzo dekoracyjne zebrane w owocostan złożony. Z nasion można wyhodować sadzonki.
WymaganiaWymaga słonecznego, lub półcienistego stanowiska. Jest wytrzymała na mróz. Lepiej rośnie na żyznej i przepuszczalnej glebie z lekko kwaśnym odczynem.